# Jasna Góra (Bogatynia)
Jasna Góra (deutsch Lichtenberg) ist ein Ort mit 250 Einwohnern in der Gemeinde Bogatynia (Powiat Zgorzelecki, Woiwodschaft Niederschlesien) in Polen. Das Dorf liegt vier Kilometer südlich von Bogatynia am Nordhang des 569 m hohen Gickelsberges (polnisch Guślarz, tschechisch Výhledy) an den westlichsten Ausläufern des Isergebirges nahe der Grenze zu Tschechien. Das sich nach Norden erstreckende und steil abfallende Dorf mit 120 m Höhenunterschied zeichnet sich durch eine Vielzahl typischer Oberlausitzer Umgebindehäuser aus.

## Geschichte
Lichtenberg wurde 1383 erstmals erwähnt, als der Besitzer des Dorfes, Nicol von Lußdorff den Ort an die Stadt Zittau verkaufte. Als Anhaltspunkt dafür, dass der Ort schon älter ist, dient die Tatsache, dass schon 1339 ein Herman von Lichtenbergk Ratsherr in Zittau war.
Seit diesem Kauf gehörte Lichtenberg zu den Zittauer Ratsdörfern. Auch nach dem Verlust ihrer Besitztümer infolge des Oberlausitzer Pönfalls von 1547 erwarb die Stadt schon 1555 das Dorf zurück.
1666 entstand die erste Schule und 1768 beauftragten die Lichtenberger den Zittauer Stadtbaumeister Andreas Hünigen mit dem Bau einer Kirche. Anlass dazu gaben Streitigkeiten mit der Kirchgemeinde Reichenau um Beteiligung an deren 1759 vorgesehenen Erneuerung der Orgel. Nach 1770 verloren die eingesammelten Gelder jedoch stark an Wert, so dass die Idee einer eigenen Kirche nicht realisiert werden konnte. 1793 waren die Lichtenberger über den neuen Reichenauer Pfarrer so verärgert, dass das Vorhaben wieder aufgegriffen wurde, aber wegen interner Differenzen letztlich scheiterte. 
Als 1793 das Schulhaus niederbrannte, wurde es wieder aufgebaut. Schon 1820  erfolgte an gleicher Stelle ein Neubau, der zum Ende des 19. Jahrhunderts für die gewachsene Schülerzahl nicht mehr ausreichte. Deshalb errichtete die Gemeinde 1891 an anderer Stelle eine neue Schule.
Zu dieser Zeit wurde Lichtenberg eine beliebte Sommerfrische und profitierte auch durch den westlich gelegenen florierenden Kurort Bad Oppelsdorf. Neben dem Gickelsberg war auch der Kahleberg (poln. Łysa Góra, auch Graniczny Wierch, tschech. Lysý vrch, 643 m) ein beliebtes Ausflugsziel. Im alten Forsthaus an der Oppelsdorfer Straße entstand ein Gasthaus.
Wegen seiner Lage siedelte sich in Lichtenberg keine Industrie an, das führte aber auch dazu, dass die Einwohnerzahl seit Beginn des 20. Jahrhunderts deutlich rückgängig war, weil sich viele Bewohner ihren Erwerb in der Fremde sichern mussten. 
1847 lebten in der Gemeinde, die zur Amtshauptmannschaft Zittau in Sachsen gehörte, 765 Menschen. 1910 waren es 731 und 1943 nur noch 589. 

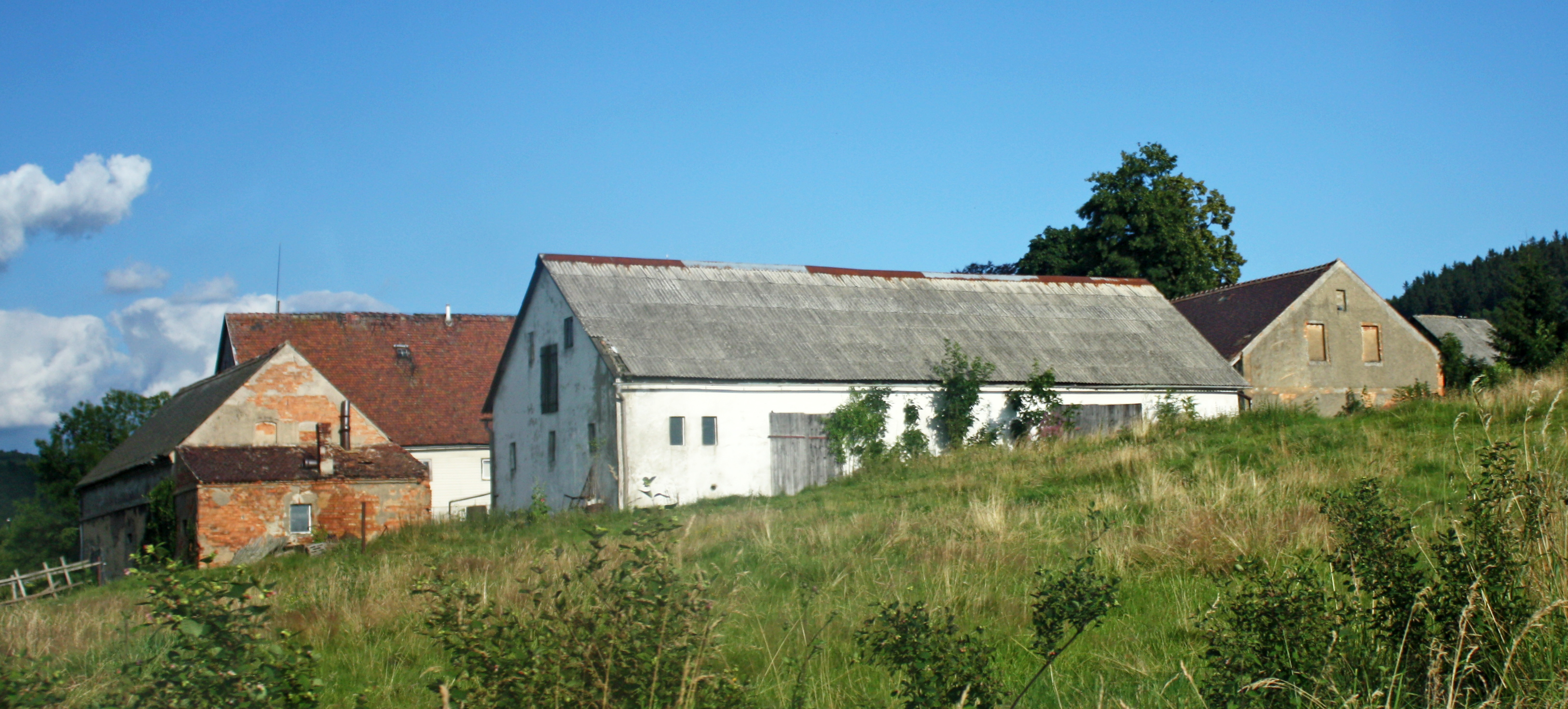
Vierseithof in Hanglage

Nach dem Ende des Zweiten Weltkrieges gehörte Lichtenberg zu den östlich der Lausitzer Neiße gelegenen Dörfern in Sachsen, die polnisch wurden und sämtliche Einwohner wurden zwischen 1945/46 vertrieben. 
Das Dorf im äußersten Südwesten Polens geriet in Vergessenheit, der Kurbetrieb im benachbarten Opolno Zdrój wurde nicht mehr aufgenommen und wenige Kilometer nördlich zerstörte der Großtagebau Turów die Landschaft. Da sich unter Jasna Góra keine Kohle befindet, ist der Ort nicht vom Tagebau bedroht und eines der wenigen Dörfer bei Bogatynia, das in seiner ursprünglichen Form erhalten ist.

## Entwicklung der Einwohnerzahl
| Jahr | Einwohnerzahl                                          |
| ---- | ------------------------------------------------------ |
| 1547 | 27 besessene Mann                                      |
| 1777 | 21 besessene Mann, 12 Gärtner, 70 Häusler, 4 Wüstungen |
| 1834 | 774                                                    |

| Jahr | Einwohnerzahl |
| ---- | ------------- |
| 1871 | 764           |
| 1890 | 749           |
| 1910 | 731           |

| Jahr | Einwohnerzahl |
| ---- | ------------- |
| 1925 | 646           |
| 1939 | 591           |

## Söhne und Töchter des Ortes
- Fred Goldmann (1900–1932), Kunstmaler, Tennis- und Skilehrer[2]